# Елисей
Елисей е библейски пророк, който по Божие повеление е призван за пророческо служение от своя учител пророк Илия.
Живее през IX-VIII век пр.н.е. Пророкува повече от 65 години при управлението на 6 царе на Древен Израил (от Ахав до Иоас (Йоахаз), изобличавайки тяхната склонност към езичество.
Паметта на пророк Елисей се чества от Православната църква на 14 юни по юлианския календар (пада се на 27 юни според григорианския календар), а от Католическата църква – на 14 юни.

## Елисей в Библията
Според "Библията", той е последовател и приемник на свети Илия, по заръка на самия Йехова, който се явява на Илия в планината Хорив и му нарежда да помаже Елисей вместо себе си. Минавайки край ученика си, Илия хвърля кожуха си върху него и го помазва. След като Елисей е призван за пророческо служение при пророк Илия, той става пророк. При възнесението на пророк Илия, той получава неговия плащ и пророчески дар. Във видение, пророкът разказва за върховната Божия власт над всички народи.
Той участва при въздигането на Азаил на сирийския престол и предсказва победата над врага на израилския (от северната част на разпадналото се на две Обединено еврейско царство) цар Иоахаз. Подобно на пророк Самуил, към него се обръщат за помощ и хора от простолюдието.
Той извършва множество чудеса: разделя водите на река Йордан и преминава по сухото й дъно, избавя бедна вдовица от гладна смърт, като по чудодеен начин пълни съдовете й с олио, възкресява с молитвите си внезапно починало момченце, излекува от проказа сирийския пълководец Нееман, превръща солената вода в питейна. Помага за снабдяването с вода на войската на израилския и юдейския (на южните евреи) цар, воюващи с моавитяните - също чрез чудо.

## Описание на Елисей според Корана
В Корана Елисей е споменат като Ал-Ясаа. Той призовава народа на Израел да следва законите на Таурат (Тора) и шериата на Муса (Моисей). След като народът на Израел не отговаря на призива му, гонят пророка от страната и започват да се кланят на идол на име Баал, Аллах ги наказва строго, изпращайки им суша.

## Храмове в България
В България има три храма, посветени на свети пророк Елисей. Най-големият от тях е черквата в село Елисейна, община Мездра. Храмът е построен през 1905 година и е част от Врачанска епархия на Българската православна църква. В село Дунево, община Смолян, има параклис в чест на свети пророк Елисей. Храмът е построен през 1859 и е част от Пловдивска епархия на БПЦ. В страната има още един параклис в чест на пророк Елисей - той се намира в черквата „Св. Пророк Илия“ в квартал „Княжево“. Параклисът е ремонтиран и обновен през 2021 година и е част от Софийска епархия на БПЦ.